# Sainte-Marie (Ardennes)
Sainte-Marie település Franciaországban, Ardennes megyében. Lakosainak száma 78 fő (2022. január 1.). Sainte-Marie Bourcq, Contreuve, Savigny-sur-Aisne, Sugny és Vouziers községekkel határos.

## Népesség
A település népessége az elmúlt években az alábbi módon változott:
| Lakosok száma | 116  | 86   | 69   | 69   | 85   | 82   | 80   | 79   | 79   | 78   |
|               | 1968 | 1982 | 1990 | 2006 | 2013 | 2015 | 2017 | 2019 | 2020 | 2022 |